# Pěnčín (district de Jablonec nad Nisou)
Pour les articles homonymes, voir Pěnčín.
Pěnčín (en allemand : Pintschei) est une commune du district de Jablonec nad Nisou, dans la région de Liberec, en République tchèque. Sa population s'élevait à 2 040 habitants en 2021.

## Géographie
Pěnčín se trouve à 7 km au sud-est du centre de Jablonec nad Nisou, à 16 km au sud-est de Liberec et à 89 km au nord-est de Prague.
La commune est limitée par Jablonec nad Nisou, Nová Ves nad Nisou et Smržovka au nord, par Velké Hamry, Zásada et Loužnice à l'est, par Radčice et Železný Brod au sud, et par Skuhrov et Maršovice à l'ouest.

## Histoire
La première mention écrite du village date de 1592.

## Galerie

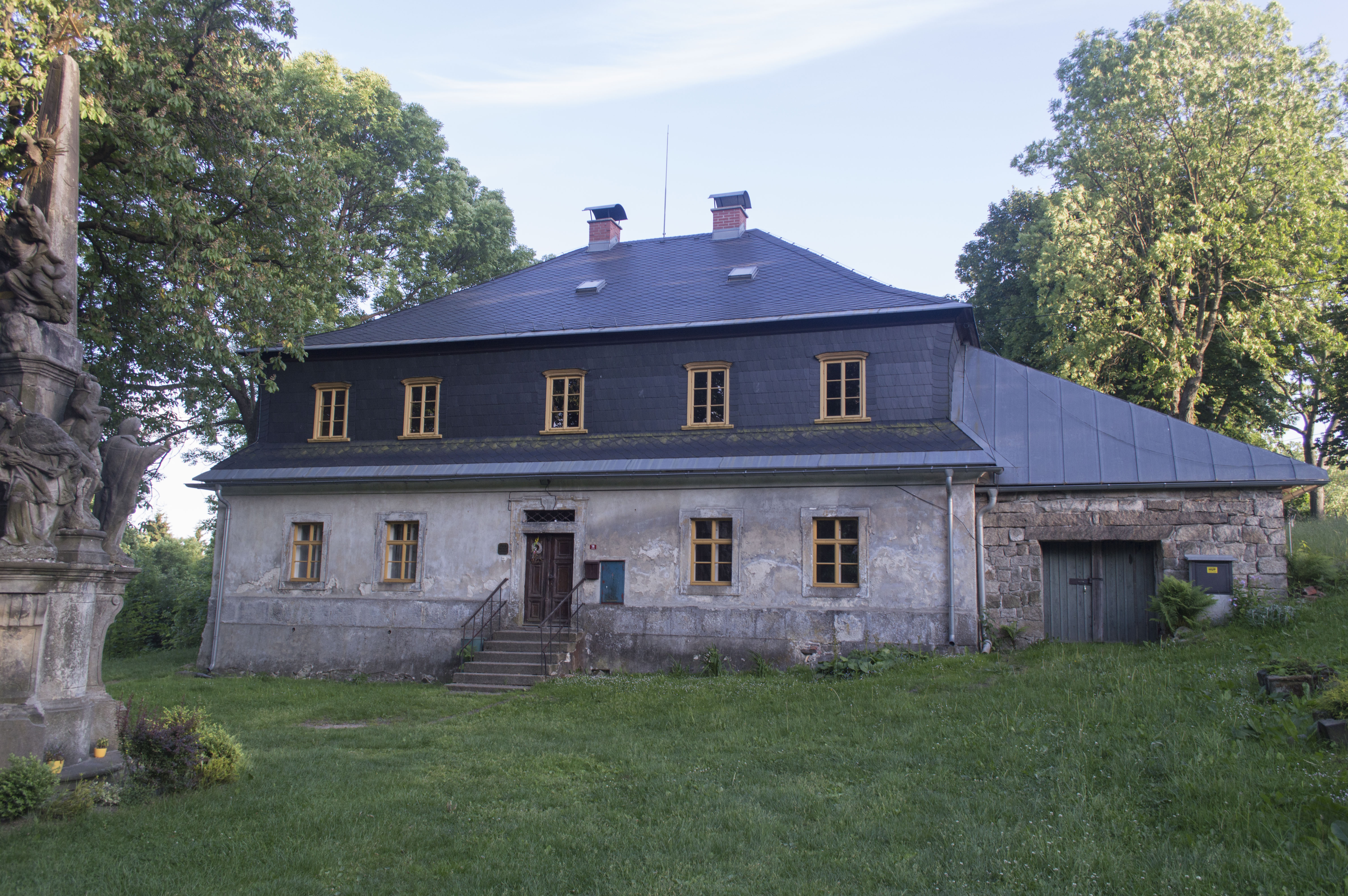
Presbytère baroque à Krásná.
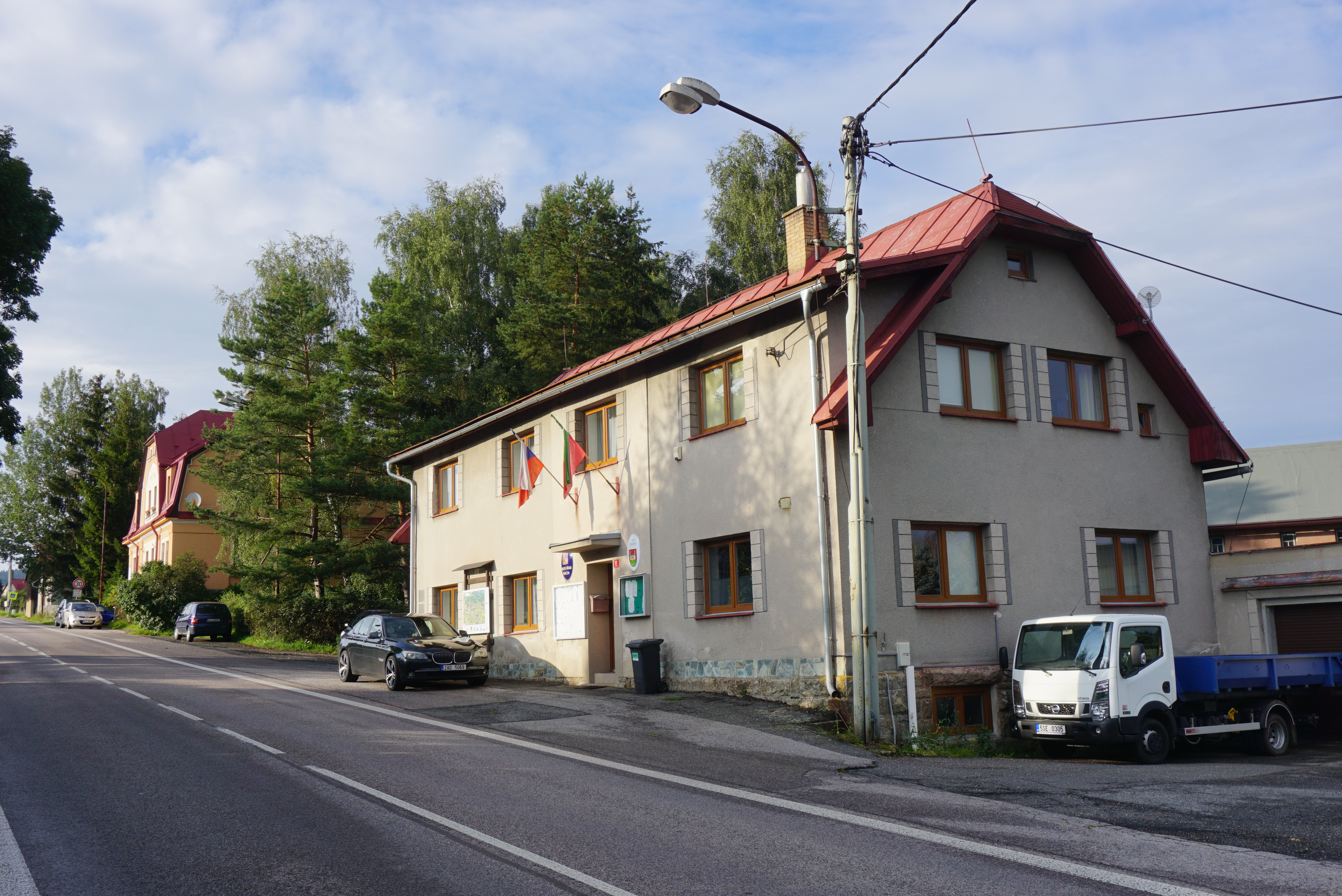
Pěnčín : la mairie.

## Administration
La commune se compose de sept quartiers :
- Pěnčín
- Alšovice
- Bratříkov
- Dolní Černá Studnice
- Huť
- Jistebsko
- Krásná

## Transports
Par la route, Pěnčín se trouve à 5 km de Jablonec nad Jizerou, à 27 km de Liberec et à 87 km de Prague.